# Риттнер, Эдвард
Эдвард Риттнер (пол. Edward Rittner; 26 декабря 1845, Бурштын — 27 сентября 1899, Вена) — польский юрист, специалист по каноническому и супружескому праву, профессор и ректор Львовского университета (1883—1884), министр по делам Галиции, посол в Галицком краевом сейме.

## Биография
Родился 26 декабря 1845 года в Бурштыне в семье Игнатия и Каролины Риттнеров. Учился в гимназиях Бережан и Львова, а в 1864—1868 годах изучал право во Львовском университете. Работал на правительственной и городской службе города Львова как суплент (помощник преподавателя) канонического права на отделении права магистрата города Львова (1872—1874). В 1870 году защитил докторат по праву во Львовском университете, в 1873 году получил хабилитацию на основании труда «Ist der Kirchenpatron zur Kirchenbaulast verpflichtet». Стал доцентом на кафедре канонического права юридического факультета Львовского университета, через год — чрезвычайным профессором и руководителем этой кафедры, а в 1877 году стал обычным профессором. Дважды был деканом юридического факультета (1879—1880, 1885), ректором (1883—1884) и проректором (1884—1885). В 1886 году переехал в Вену, где работал советником в Министерстве образования (1886—1893), затем был членом Государственного трибунала (1893—1895), министром образования (1895—1896) и министром по делам Галиции (1897).
В 1881 году Эдвард Риттнер стал действительным членом Польской академии знаний, в 1892 году стал действительным членом Академии знаний в Праге. Львовский университет присвоил ему степень доктора honoris causa (1894).
Как специалист по каноническому праву занимался вопросами сущности церковной власти, иерархизации церковных правительств и положений, распределением правительств. Исследовал соотношение права Католической церкви с государственным правом и правом иных религиозных сообществ. Обработал избирательную реформу, в которой предложил всеобщее голосование в Галичине и распоряжение об обязательности знания чешского языка для чиновников на территории Чехии; этот проект столкнулся с оппозицией со стороны немецких послов и в итоге привел к отставке кабинета Казимира Бадени (1897). В последние годы жизни болел сердцем.
Был послом в Галицкого краевого сейма V, VI и VII созывов (1882—1899). Во время VII созыва сейма (1895—1901) 1 июня 1896 года Эдвард Риттнер заменил умершего Феликса Погорецкого, но не дожил до конца созыва, так как 27 сентября 1899 года умер. На его место в сейме 21 ноября 1899 года избран Эмиль Михаловский.
Сын Эдварда Риттнера — писатель и драматург Тадеуш Риттнер.

## Награды
- Офицерский крест Ордена Леопольда
- Орден Железной Короны III степени
- Командорский крест со звездой Ордена святого Григория Великого

## Публикации
- «Celibat w Polsce» (1874)
- «Die Regierungvorlagen zur Regelung der kirchlichen Verhaeltnisse» (1874)
- «Das Eherecht bei den Civilisten» (1875)
- «O poczuciu prawa w społeczeństwie» (1875)
- «Glossen zu den Erkentnissen der Verwaltungsgerichtshofes in Kirchenangelegenheiten» (1876)
- «Prawo kościelne katolickie» (1878—1879, 2 тома)
- «Śluby cywilne w historycznym rozwoju» (1879)
- «Projekt ustawy o konkurencyi kościelnej dla miasta Lwowa» (1880)
- «Rozwody i małżeństwa siedmiogrodzkie» (1880)